# クローン (通貨)
クローン (kroon) は、2010年までエストニアで使用されていた通貨。補助単位は1⁄100クローンに相当するセント (sent)。クローンはスウェーデン・クローナ、ノルウェー・クローネといった北欧諸国の通貨と同様にラテン語の corona（王冠）を語源としている。
クローンは1928年にマルクと替わって導入され、1940年のソビエト連邦による占領を受けてソビエト・ルーブルに切り替えられたものの、1992年にエストニアが独立回復を達成したことによって再びクローンに移行し、2011年1月1日にユーロへ移行した。

## 歴史

### 1928年 - 1940年
クローンは1924年に勘定単位となり、1928年1月1日に通貨となった。このとき、100マルクを1クローンとする切り替えが行われ、補助単位をセントとすることとされた。
1924年、クローンはスウェーデン・クローナと等価で固定されたが、これは純金1キログラムを2,480クローンとするものであった。この基準はクローンを支える準備高とともに報道もされ、また政府債の発行や紙幣の交換が停止された。クローンの信頼性を確保するために、エストニア銀行は外国通貨とクローンの両替を行っていた。これらの措置によって国内の銀行・金融部門の信頼が回復し、またエストニアの景気回復と国際舞台でのエストニアの評価の上昇につながっていった。
1933年の世界恐慌の時期にクローンは金本位制を廃止し、35% の切り下げを行って、1ポンドを18.35クローンとするポンド・スターリングとの間でのペッグ制に移行した。しかしながらエストニア・クローンの流通は1940年のソビエトによる侵攻で停止し、1ルーブルを0.8クローンとするソビエト・ルーブルへの切り替えが実施された。

### 1992年 - 2010年
1992年6月20日、10ルーブルを1クローンとするクローンの再導入が実施された。この復活したクローンは、当初はドイツマルクとの間で、8クローンを1マルクとするペッグ制が実施されていたが、ドイツで1.95583マルクを1ユーロとする通貨切り替えが実施されたことにより、ユーロとクローンとの間でも1ユーロを15.64664クローンとするペッグ制に移行した。2004年6月27日、エストニアが欧州為替相場メカニズムに組み込まれたことで、エストニア・クローンの中央平価は1ユーロに対して15.6466クローンと定められた。しかしながらユーロとのペッグは継続されているため、±15%の変動幅制限は用をなしていない。
2010年、欧州委員会は収斂基準を満たしたとしてエストニアのユーロ移行を提案し、欧州連合理事会もユーロ移行を承認した。これによって2010年12月31日をもってクローンは廃止され、2011年1月1日にエストニアは通貨をユーロに切り替えることとなった。

## 紙幣・硬貨

### 1928年 - 1940年
1928年、ニッケル青銅の25セント硬貨がクローンの硬貨として初めて発行された。その後、1929年に青銅の1セント硬貨、1930年に銀の2クローン硬貨、1931年に青銅の5セントとニッケル青銅の10セント硬貨、1933年に銀の1クローン硬貨、1934年にアルミニウム青銅の1クローン硬貨、1935年にニッケル青銅の20セント硬貨、1936年にニッケル青銅の50セント硬貨が発行された。
エストニア・ソビエト社会主義共和国の成立から4日後の1940年7月25日、第二次世界大戦以前としては最後となるエストニアの硬貨である1939年付の1セント硬貨が発行された。
クローンが正式に導入される直前の1927年、ÜKS KROON（1クローン）と上書き印刷された100マルク紙幣が出回った。エストニア銀行は1928年に10クローン紙幣を発行し、その後、1929年に5クローン紙幣と50クローン紙幣、1932年に20クローン紙幣、1935年に100クローン紙幣をそれぞれ発行した。

### 1992年 - 2010年
1992年、5セント、10セント、20セント、50セントと1クローン硬貨が発行された。1クローン硬貨は白銅貨であり、ほかの硬貨はアルミニウム青銅貨であった。その後、1997年に20セント硬貨がニッケル鍍金鋼鉄貨に、1998年に1クローン硬貨がアルミニウム青銅貨に切り替えられた。
5セント硬貨の新規発行は1996年を最後に停止されたが、その後も法的効力は持続されている。1クローン白銅貨の発行も1998年を最後に停止され、法的効力も停止された。5クローン硬貨は記念硬貨として発行されており、市中で見かけることはまれである。
紙幣についても1992年に、1、2、5、10、25、100、500クローン額面のものが発行された。1994年には50クローン紙幣も発行された。1クローン紙幣の発行は停止されており、また50クローン紙幣はエストニア国内では人気があまりなく、市中でもあまり見かけることがない。
| 画像 | 画像 | 額面 (EEK)  | ユーロ相当額 | 基調色         | 図柄                               | 図柄                           |
| 表面 | 裏面 | 額面 (EEK)  | ユーロ相当額 | 基調色         | 表面                               | 裏面                           |
| ---- | ---- | ----------- | ------------ | -------------- | ---------------------------------- | ------------------------------ |
|      |      | 1クローン   | 0.06ユーロ   | オレンジ・茶色 | クリスチャン・ラウト               | トームペア城                   |
|      |      | 2クローン   | 0.13ユーロ   | 灰青色         | カール・エルンスト・フォン・ベーア | タルトゥ大学                   |
|      |      | 5クローン   | 0.32ユーロ   | オレンジ       | パウリ・ケレス                     | ナルヴァ城・イヴァンゴロド城塞 |
|      |      | 10クローン  | 0.64ユーロ   | 赤             | ヤコプ・フルト                     | タンメ＝ラウリのカシ           |
|      |      | 25クローン  | 1.60ユーロ   | 緑             | アントン・ハンセン・タンムサーレ   | ヴァルカマェ村                 |
|      |      | 50クローン  | 3.20ユーロ   | ライトグリーン | ルドルフ・トビアス                 | エストニア国立歌劇場           |
|      |      | 100クローン | 6.39ユーロ   | ライトブルー   | リディア・コイトゥラ               | バルト岩棚                     |
|      |      | 500クローン | 31.96ユーロ  | 紫             | カルル・ロベルト・ヤコプソン       | ツバメ                         |